# Metropolija Videm
Metropolija Videm (italijansko Sede metropolitana di Udine) je ena izmed metropolij rimskokatoliške cerkve v Italiji, katere sedež je v Vidmu.
Trenutni metropolit je msgr. Pietro Brollo.

## Zgodovina
Metropolija Videm je bila ustanovljena 14. marca 1847, ko je bila takratna škofija Videm povzdignjena v nadškofijo in hkrati dobila metropolijske dolžnosti.

## Škofje
Glejte glavni članek Seznam metropolitov Vidma.

## Organizacija
Metropolijo Videm sestavlja le nadškofija Videm.
Metropolija zajema površino 4.726 km², na kateri se nahaja 373 župnij.